# Gorgonalia tessellata
Gorgonalia tessellata är en insektsart som beskrevs av Victor Antoine Signoret 1855. Gorgonalia tessellata ingår i släktet Gorgonalia och familjen dvärgstritar. Inga underarter finns listade i Catalogue of Life.